# Leslie Lamport
Leslie Lamport (Nova York, 1941) és un informàtic i matemàtic estatunidenc. És especialment conegut per haver creat el sistema LaTeX.
Lamport estudià matemàtiques al MIT i a la universitat de Brandeis. Dins del camp de la informàtica és reconegut pel seu treball en algorítmica distribuïda i en lògica temporal, on introduí la Lògica d'Accions Temporal (Temporal Logic of Actions, TLA). També formulà la relació "ha passat abans" (happened before), important en rellotges lògics en sistemes distribuïts, ja que permet obtenir una ordenació parcial.